# T (織田哲郎のアルバム)
『T』（ティー）は、織田哲郎の10作目のオリジナル・アルバム。

## 内容
セルフカバー・アルバム『Songs』と同時に発売されたオリジナル・アルバム。
シングル「君の瞳にRainbow」「朝がくるまで」の2曲が収録された。
アルバム・タイトルの「T」は、Tetsuro Odaと自身のことを指している。
5曲目「Welcome -内的体験に見る集合的影に対する考案、イシスは死んだか?-」は自身の楽曲の中では一番長いタイトルであるが、ジャケットでは「Welcome」と省略している。

## 収録曲
特記以外作詞作曲編曲：織田哲郎／作詞：鈴里風太(9)
ストリングス・ホーンアレンジ:DENNIS MATKOSKY(4,8)
ストリングスアレンジ:JIMMIE HASKELL(9,10)
1. いかした奴 -Satisfied?-
2. 風紋
3. いつの日か、きっと
4. 愛が届くまで
5. Welcome -内的体験に見る集合的影に対する考案、イシスは死んだか?-
6. ある夏の一日
7. 君の瞳にRainbow
8. 朝がくるまで (Album Version)
9. Christmas Song
10. 時の流れに

## 参加ミュージシャン
- 織田哲郎 - ギター、ドラム、パーカッション、キーボード、プログラミング
  - 葉山たけし - ギター、プログラミング
  - サイモン・フィリップス - ドラム
  - 渡辺直樹 - ベース
  - エイブラハム・ラボリエル - ベース
  - 小島良喜 - オルガン
  - 勝田一樹 (DIMENSION) - サックス
  - 澤野博敬 - トランペット
  - 下神竜哉 - トランペット
  - 野村裕幸 - トロンボーン
  - 生沢佑一 (TWINZER) - コーラス